# Mario Casoni
Mario Casoni (Finale Emilia, 4 settembre 1939) è un ex pilota automobilistico e imprenditore italiano.

## Carriera

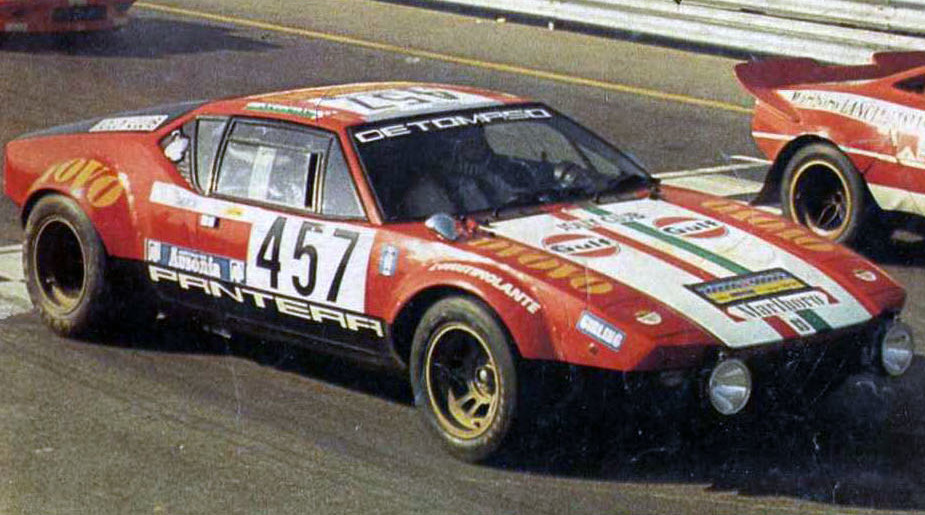
La De Tomaso Pantera Gruppo 4 del team Jolly Club al Giro automobilistico d'Italia 1973

La carriera nel motorsport durò circa venti anni, iniziando a gareggiare nel 1963 alla Formula Junior italiana e terminando nel 1982, arrivando quinto alla 1000 chilometri da Monza su Lancia Beta Montecarlo Turbo.
Nel 1964 fu vice-campione d'Italia in Formula 3 alla prima edizione della competizione. 
Durante il 1965 vinse la 500 km del Mugello con Antonio Nicodemi su Ferrari 250 LM e la City Cup di Enna sempre su una 250 LM ma del team Abarth.
Nel 1968 ottiene due podi con l'Alfa Romeo Tipo 33 alla Targa Florio con Lucien Bianchi e alla 500 km di Imola con Spartaco Dini (replicando lo stesso risultato nel 1973).

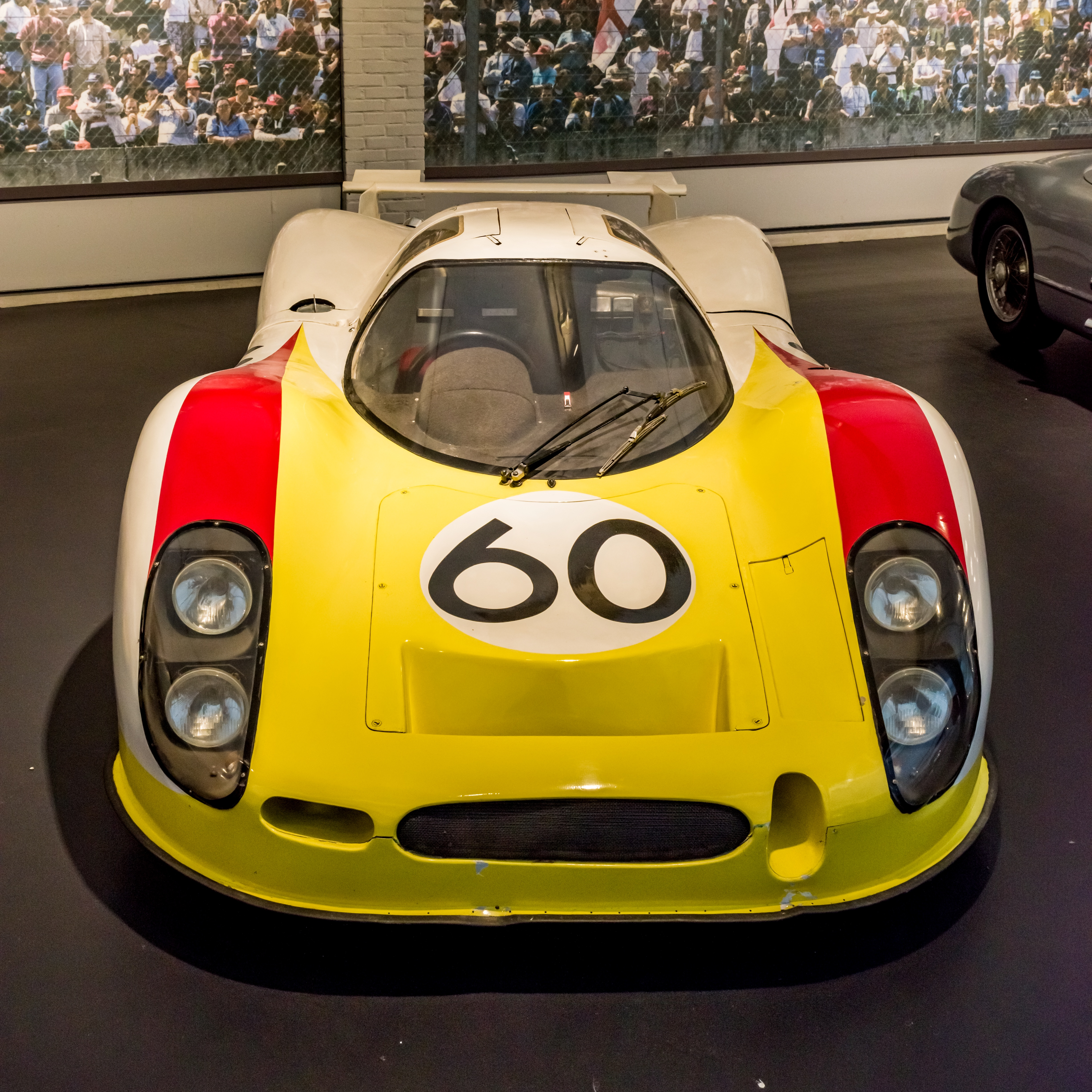
Porsche Coupé 908 LH di Jöst, Weber e Casoni terza alla 24 ore di Le Mans 1972

Insieme a Cesare Minganti vinse il giro automobilistico d'Italia nel 1973 a alla guida di una De Tomaso Pantera Gruppo 4.
Ha partecipato sei volte alla 24 Ore di Le Mans, ottenendo un terzo posto nel 1972 con Reinhold Joest, poi un quarto posto nel 1975 (sempre con Joest) e un sesto posto nel 1968. Il podio del 1972 venne ottenuto a bordo di una Porsche 908 LH (già terza nell'edizione del 1968) del team tedesco Siffert ATE Racing, oggi custodita al museo dei fratelli Schlumpf alla Cité de l'Automobile de Mulhouse.

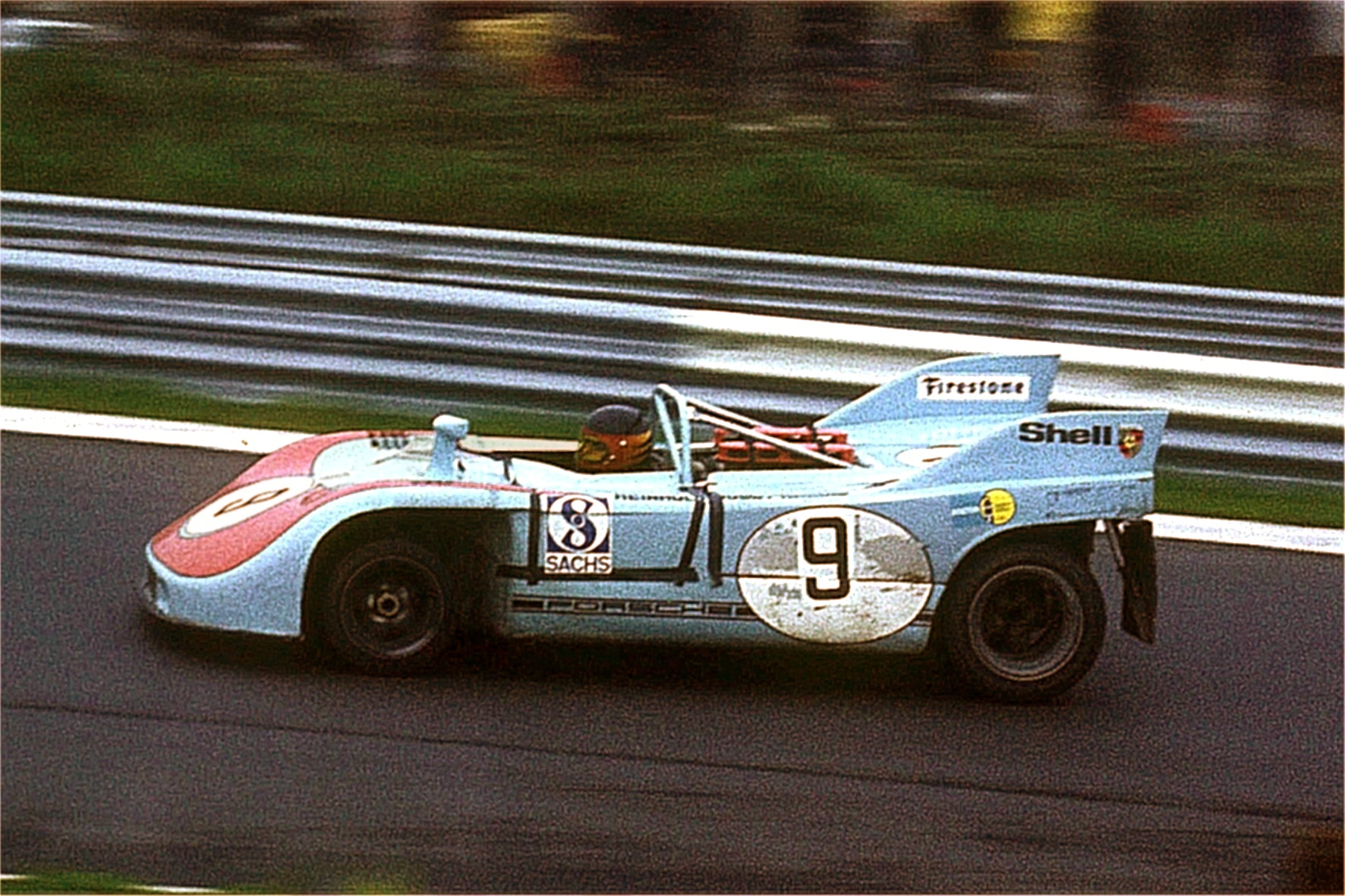
La Porsche 908 di Reinhold Joest/Casoni alla 1000 km del Nürburgring 1972

Nel 1975 al World Sports Car Championship insieme a Joest ottenne a bordo di una 908 arrivò secondo alla 800 km di Digione e alla 1000 km di Monza, un terzo posto alla 1 000 km di Pergusa (Coppa Florio) e di Zeltweg. Ad agosto e settembre dello stesso anno, vinse nuovamente la Coppa Città di Enna e la 2 Ore di Vallelunga nell'ambito del campionato Gr.5, e si piazzò terzo alla 6 Ore di Monza su una Porsche 911 Carrera RSR.
Nel 1978 vinse nuovamente la 400 km di Vallelunga, insieme a Joest a bordo di una 908.
Dopo il ritiro dalle corse, ha partecipato ad alcuni raduni e gare storiche, dedicandosi principalmente alla gestione della distilleria di liquori di famiglia. È stato attivo anche in ambito imprenditoriale, venendo insignito del titolo di Cavaliere del Lavoro e ricoprendo il ruolo di vicepresidente di Confindustria dal 1996 al 1999 e di presidente nazionale della Piccola e Media Industria.

## Palmarès
- Giro automobilistico d'Italia: 1
1973 insieme a Raffaele Minganti su De Tomaso Pantera